# 费尔南达·托雷斯
费尔南达·皮涅魯·蒙泰羅·托雷斯（葡萄牙語：Fernanda Pinheiro Monteiro Torres，1965年9月15日—），巴西演员。曾获得1986年戛纳电影节最佳女演员奖。